# Мощена (зупинний пункт)
Моще́на — пасажирський залізничний зупинний пункт Шевченківської дирекції Одеської залізниці на вузькоколійній залізниці (ширина — 75 см) Гайворон — Голованівськ між станціями Хащувате (7 км) та Таужня (9 км).
Розташований у селі Мощене Гайворонського району Кіровоградської області.
Колишня станція. Тут було відгалуження на цукровий завод. З 4 січня 2019 р. рух вузькоколійного поїзда Гайворон — Голованівськ відмінено.